# Valdefinjas
Valdefinjas – gmina w Hiszpanii, w prowincji Zamora, w Kastylii i León, o powierzchni 16,3 km². W 2011 roku gmina liczyła 61 mieszkańców.